# چک دیالو
چک دیالو (انگلیسی: Cheick Diallo؛ زادهٔ ۱۳ سپتامبر ۱۹۹۶) بازیکن بسکتبال اهل مالی است.
از باشگاه‌هایی که در آن بازی کرده‌است می‌توان به فینیکس سانز اشاره کرد.